# 小菅芳太郎
小菅 芳太郎（こすげ よしたろう、1931年 - ）日本の法学者。ローマ法・西洋法制史の研究者。北海道大学名誉教授・元日本大学教授。東京都出身。

## 略歴
- 1950年第一高等学校 (旧制)卒
- 1954年東京大学法学部卒。同法学部助手
- 1957年北海道大学法学部助教授
- 1965年北海道大学法学部教授
- 1980年北海道大学評議員（～1980年）
- 1994年北海道大学停年退官。同名誉教授。日本大学法学部教授
- 2001年日本大学退職

## 著書
- G・デル・ヴェッキオ著（野田良之と共訳）『法と國家』（紀伊國屋書店, 1959年）

## 門下生
- 飛世昭裕（帝塚山大学法政策学部教授）